# Vicente Bokalic Iglic
Vicente Bokalic Iglic (Lanús, 11 de junio de 1952) es un eclesiástico católico argentino, de ascendencia eslovena, miembro de la Congregación de la Misión. Es el primer arzobispo de Santiago del Estero y primado de Argentina, desde septiembre de 2024; ostentando la primera dignidad eclesiástica del país.

## Biografía

### Primeros años y formación
Nació el 11 de junio de 1952, en la ciudad argentina de Lanús; hijo de inmigrantes eslovenos.
Realizó su formación primaria en el colegio parroquial San José de Pompeo de Lanús, y la secundaria en el Colegio Apostólico de Escobar.
Ingresó en el Seminario Mayor de la Congregación de la Misión de San Miguel, y realizó los estudios de Filosofía en el Colegio Máximo de San José, y los de Teología en la Facultad de Teología de la Universidad Católica Argentina (UCA).

### Vida religiosa y sacerdocio
En 1970, ingresó en la Congregación de la Misión, realizando su profesión solemne el 5 de junio de 1976.
Su ordenación sacerdotal fue el 1 de abril de 1978, en el Santuario de Nuestra Señora de la Medalla Milagrosa de Parque Chacabuco; a manos del obispo Alfredo Mario Espósito Castro CMF.
Como sacerdote desempeñó los siguientes ministerios:
- Encargado de la Pastoral Vocacional y Juvenil, en Escobar y Buenos Aires.
- Vicario parroquial (hasta 2010) y párroco (1991-1993) del Santuario de Nuestra Señora de la Medalla Milagrosa, en Parque Chacabuco.
- Ecónomo (1983-1986).
- Formador y director (1983-1986), y superior (1987-1990; 1997-2000) en el Seminario Vicentino de San Miguel.
- Consejero Provincial (1987-1993; 1997-2003).
- Misionero en la prelatura territorial de Deán Funes (1994-1997).
- Misionero y párroco en la diócesis de Goya (2000-2003).
- Superior Provincial de los Vicentinos en la Argentina (2003-2009).

## Episcopado

### Buenos Aires
El 15 de marzo de 2010, el papa Benedicto XVI lo nombró obispo titular de Summa y obispo auxiliar de Buenos Aires. Fue consagrado el 29 de mayo del mismo año, en el Santuario de Nuestra Señora de la Medalla Milagrosa de Buenos Aires; a manos del cardenal-arzobispo Jorge Mario Bergoglio SJ.
- Vicario episcopal de la Vicaría Centro.[3]

### Santiago del Estero

Bokalic durante la inauguración de la arquidiócesis primada (2024).

El 23 de diciembre de 2013, el papa Francisco lo nombró obispo de Santiago del Estero. Tomó posesión canónica el 9 de marzo de 2014, durante una ceremonia en el atrio de la Catedral Basílica de Santiago del Estero.
El 22 de julio de 2024, el papa Francisco elevó la diócesis a arquidiócesis, con lo cual pasó a ser su primer arzobispo al mismo tiempo. También decidió el traslado de la sede primacial desde Buenos Aires a Santiago del Estero. Las bulas se ejecutaron el 7 de septiembre del mismo año, tomando posesión de la sede.

## Cardenalato
El 6 de octubre de 2024, durante el Ángelus del papa Francisco, se hizo público que sería creado cardenal. Fue creado cardenal por el papa Francisco durante el consistorio del 7 de diciembre del mismo año, con el titulus de cardenal presbítero de la Santa María Magdalena en Campo Marzio.
El 11 de enero de 2025, fue nombrado miembro de la Sección para las cuestiones fundamentales de la evangelización en el mundo del Dicasterio para la Evangelización.
El 21 de abril de 2025, tras la muerte del papa Francisco, pierde sus cargos en los dicasterios de los que es miembro, de acuerdo con la constitución apostólica Pastor Bonus. En la primera quincena de mayo participó como cardenal elector en el Cónclave que condujo a la elección del nuevo Papa, siendo él también la posibilidad de haber sido elegido.

## Escudos de armas
|        |
| Obispo |

|           |
| Arzobispo |

|          |
| Cardenal |